# Clifton, New Jersey

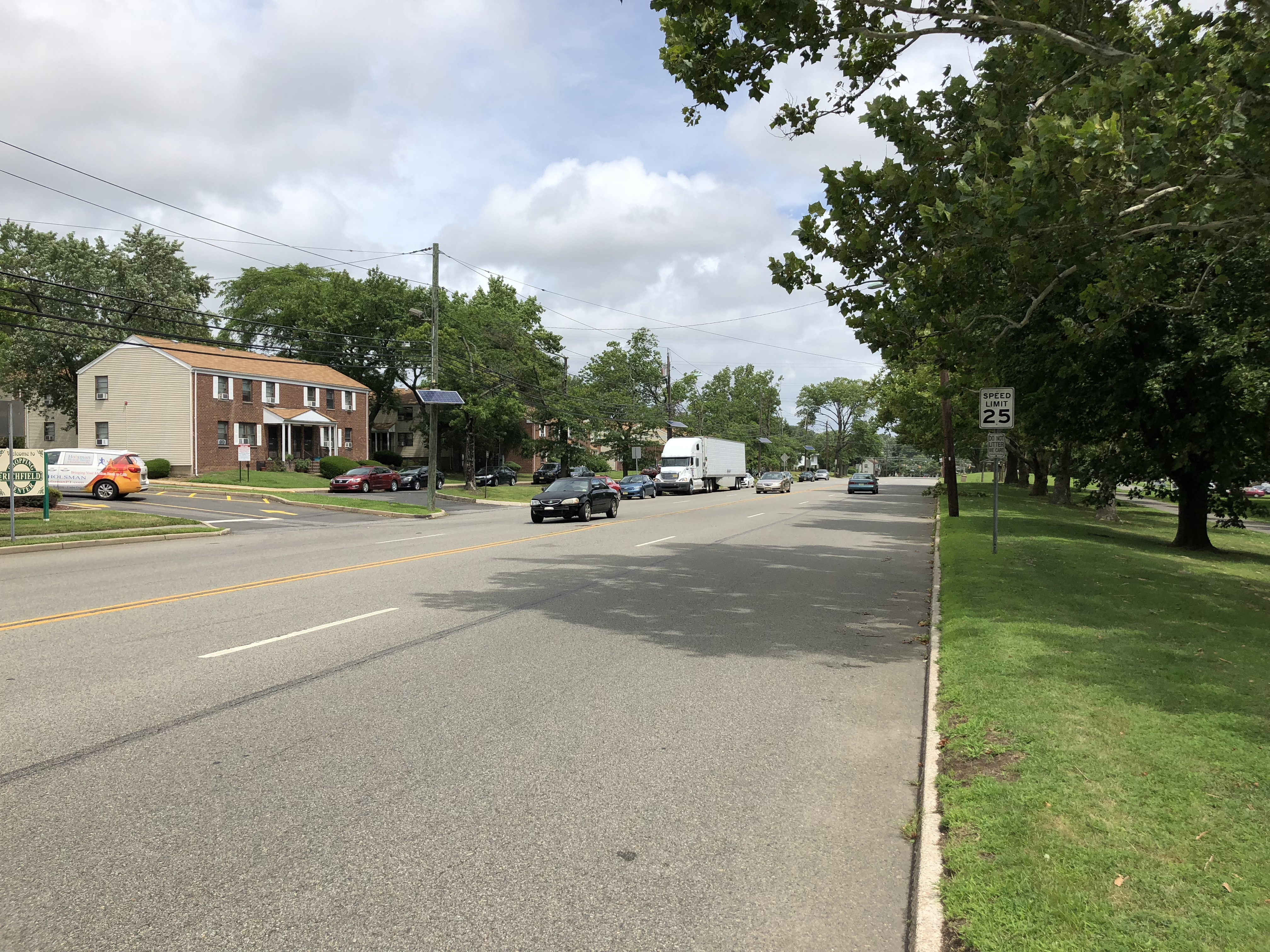
Allwood Road (Passaic County Route 602)

Clifton är en stad i Passaic County i norra delen av delstaten New Jersey i USA. Staden tillhör den västra delen av New Yorks storstadsregion. Vid folkräkningen år 2000 bodde 78219 personer på orten. Den har enligt United States Census Bureau en area på totalt 29,5 km² varav 0,3 km² är vatten. 